# Приреченское (Костанайская область)
Приреченское (каз. Приречен) — село в Тарановском районе Костанайской области Казахстана. Входит в состав Майского сельского округа. Код КАТО — 396453200.

## Население
В 1999 году население села составляло 162 человека (83 мужчины и 79 женщин). По данным переписи 2009 года, в селе проживало 176 человек (89 мужчин и 87 женщин).
По данным на 1 июля 2013 года население села составляло 176 человек.